# Hoste (Moselle)
Hoste település Franciaországban, Moselle megyében. Lakosainak száma 572 fő (2022. január 1.). Hoste Saint-Jean-Rohrbach, Altrippe, Barst, Cappel, Leyviller, Loupershouse, Maxstadt és Puttelange-aux-Lacs községekkel határos.

## Népesség
A település népességének változása:
| Lakosok száma | 441  | 481  | 516  | 678  | 635  | 632  | 611  | 593  | 584  | 572  |
|               | 1968 | 1982 | 1990 | 2006 | 2013 | 2015 | 2017 | 2019 | 2020 | 2022 |